# Sprachreport
Der SPRACHREPORT ist eine Zeitschrift, die vom Leibniz-Institut für Deutsche Sprache in Mannheim herausgegeben wird. Seit 1985 erscheint sie vierteljährlich und behandelt Themen der germanistischen Linguistik, darunter Forschungserkenntnisse und Meinungsbeiträge, beispielsweise zu Entwicklungstendenzen im Deutschen, Sprachkultur und -verständnis. Zielgruppe des SPRACHREPORTs sind vorrangig Sprachinteressierte und in der Lehre, der Politik und dem Journalismus Tätige. Die publizierten Beiträge stammen von  Forschern des Leibniz-Instituts für Deutsche Sprache wie auch von  Autoren aus der Hochschulgermanistik und Linguistik des In- und Auslands.
Die Zeitschrift erscheint hybrid, sowohl in Printform zu einem jährlichen Unkostenbeitrag als auch Open Access als PDF-Publikation.